# Гідфалеу
Гідфалеу (рум. Ghidfalău) — село у повіті Ковасна в Румунії. Адміністративний центр комуни Гідфалеу.
Село розташоване на відстані 164 км на північ від Бухареста, 6 км на північний схід від Сфинту-Георге, 32 км на північний схід від Брашова.

## Населення
За даними перепису населення 2002 року у селі проживали 1129 осіб.
Національний склад населення села:
| Національність | Кількість осіб | Відсоток |
| -------------- | -------------- | -------- |
| угорці         | 1101           | 97,5%    |
| румуни         | 28             | 2,5%     |

Рідною мовою назвали:
| Мова      | Кількість осіб | Відсоток |
| --------- | -------------- | -------- |
| угорська  | 1103           | 97,7%    |
| румунська | 25             | 2,2%     |